# Баллінджер (Техас)
Баллінджер (англ. Ballinger) — місто (англ. city) в США, в окрузі Раннелс штату Техас. Населення — 3619 осіб (2020).

## Географія
Баллінджер розташований за координатами 31°44′26″ пн. ш. 99°57′21″ зх. д. / 31.74056° пн. ш. 99.95583° зх. д. (31.740675, -99.955854).  За даними Бюро перепису населення США в 2010 році місто мало площу 8,70 км², з яких 8,70 км² — суходіл та 0,01 км² — водойми.

## Демографія
Згідно з переписом 2010 року, у місті мешкало 3767 осіб у 1461 домогосподарстві у складі 985 родин. Густота населення становила 433 особи/км².  Було 1765 помешкань (203/км²).
Расовий склад населення:
| - 83,2 % — білих - 2,4 % — чорних або афроамериканців - 0,8 % — корінних американців - 0,3 % — азіатів - 0,1 % — вихідців з тихоокеанських островів - 11,4 % — осіб інших рас |

До двох чи більше рас належало 1,9 %. Частка іспаномовних становила 34,4 % від усіх жителів.
За віковим діапазоном населення розподілялося таким чином: 25,8 % — особи молодші 18 років, 54,7 % — особи у віці 18—64 років, 19,5 % — особи у віці 65 років та старші. Медіана віку мешканця становила 41,6 року. На 100 осіб жіночої статі у місті припадало 90,5 чоловіків;  на 100 жінок у віці від 18 років та старших — 85,7 чоловіків також старших 18 років.
Середній дохід на одне домашнє господарство  становив 48 803 долари США (медіана — 34 817), а середній дохід на одну сім'ю — 54 734 долари (медіана — 37 281). Медіана доходів становила 31 535 доларів для чоловіків та 26 422 долари для жінок. За межею бідності перебувало 31,0 % осіб, у тому числі 46,2 % дітей у віці до 18 років та 18,3 % осіб у віці 65 років та старших.
Цивільне працевлаштоване населення становило 1368 осіб. Основні галузі зайнятості: освіта, охорона здоров'я та соціальна допомога — 27,1 %, виробництво — 20,0 %, роздрібна торгівля — 18,0 %.